# Gérard Blandin
Pour les articles homonymes, voir Blandin (homonymie).
Gérard Blandin, né le 22 octobre 1958 dans le 15e arrondissement de Paris, est un journaliste économique français, auteur de nombreux livres pédagogiques. Il a été notamment directeur de la rédaction de l’hebdomadaire La Vie Financière et directeur des rédactions et du web du Groupe Le Revenu.

## Biographie

### Famille
Fils de Gaëtan Blandin et de Lucienne Glangeaud, Gérard Blandin est issu d’une famille marquée par la guerre. Son père, résistant au sein du réseau Centurie, est déporté, d’octobre 1943 à avril 1945, à Buchenwald, Dora, Nordhausen et Bergen-Belsen,. Le frère aîné de son père, Gilles, est prisonnier de guerre en Allemagne, de 1940 à 1945, au Stalag II-C. Le plus jeune, René, résistant FTPF, est exécuté sommairement, le 17 août 1944, en forêt de Mervent,. Il obtint la mention « Mort pour la France ».

### Formation
Gérard Blandin fait ses études secondaires au Lycée Voltaire à Paris, où il est l’élève de Michel Franceschi, champion d’Europe et 7e dan de judo, à qui il rend hommage dans un livre paru en 2021 (Sensei). Diplômé de l’Institut d’Études Politiques de Paris, il est aussi titulaire d’une licence et d’une maîtrise en sciences économiques à Paris XII. 

### Carrière
D’abord journaliste au mensuel Le Revenu (1986), il est nommé ensuite rédacteur en chef adjoint à l’hebdomadaire Option Finance (1990), alors propriété du groupe Excelsior Publications. En 1995, il rejoint le magazine La Vie Française, créé en 1945 par Didier Lambert, résistant au sein du mouvement Combat, renommé La Vie Financière en 1996. D’abord rédacteur en chef, il devient ensuite directeur adjoint de la rédaction. En novembre 2000, il crée News Bourse, hebdomadaire au format berlinois paraissant le dimanche, dont la parution s’arrêtera au numéro 84, en juillet-août 2002.
En juin 2005, il se rapproche de la société Prado Finance pour reprendre La Vie Financière, mis en vente par la Socpresse, dont il devient le directeur de la rédaction de juin 2005 à novembre 2007. Durant cette période, il crée le mensuel La Vie Immobilière en 2006, dont le site lavieimmo.com devient ensuite la propriété de Newsweb (2008), puis de NextRadioTV (2015). En février 2010, il crée l’agence de presse Médiange, puis le site journaldesopa.com en 2012, avant de rejoindre, en novembre 2021, Le Revenu en tant que directeur des rédactions et du web.
Pour son analyse des SPAC, publiée dans Le Revenu, il reçoit, le 30 juin 2022, le prix du meilleur article financier « grand public », dans le cadre des Media Awards for Finance, décerné par CFA Society France.
Le 30 juin 2024, pour son enquête sur les rachats par les sociétés de leurs propres actions (Bourse : Faut-il en finir avec les rachats d’actions ?), publié également dans Le Revenu, il reçoit de nouveau le Media Award du meilleur article généraliste par CFA Society France.
Dans le même temps, il quitte la direction des rédactions du Groupe Le Revenu pour se consacrer à l’écriture.

## Positionnement
« Gérard Blandin a l’esprit vif, la plume alerte et la dent dure. Il n’aime pas les comptes tripatouillés, les majoritaires tyranniques, les délits d’initiés, les fondations antiprédateurs, les parachutes dorés, les pilules empoisonnés et la patriotisme économique. Vous l’aurez compris, il est du côté des (tout) petits actionnaires minoritaires, comme vous et moi. Il nous comprend, il nous apprécie, il nous défend », écrit François de Witt dans la préface du livre Financièrement incorrect.

## Publications

### Ouvrages didactiques
- Les obligations à bons de souscription d’actions, SEFI, 1988 (2e édition en 1994)
- 10 proverbes boursiers pour vous enrichir, Éditions Peyrat & Courtens, 1993
- La Bourse en 110 exercices, SEFI, 1999 (2e édition en 2006, 3e en 2009)
- La Bourse Zen, Arnaud Franel Éditions, 2003
- Dictionnaire de la gestion collective, SEFI, 2004
- Comprendre les institutions financières internationales, Arnaud Franel Éditions, 2011
- Dictionnaire des fusions et acquisitions, SEFI, 2016
- Réussir ses placements à court terme[19], Arnaud Franel Éditions, 2018
- Guide des Urgences à Paris, Médiange, 2019
- Lexique de la gestion collective, Arnaud Franel Éditions, 2020
- Lexique de la gestion immobilière, Arnaud Franel Éditions, 2021
- Réussir ses placements en pierre-papier, Arnaud Franel Éditions, 2021
- Vos droits immobiliers en 200 cas pratiques, Arnaud Franel Éditions, 2023

### Roman
- Journal intime d'une boîte au lettres sous antidépresseurs, Hello Éditions, 2023

### Récits
- Quand la poussière vole dans le soleil, L’Harmattan, 1999
- Sensei, Le Dit d’un élève à son maître, Arnaud Franel Éditions, 2021

### Nouvelles
- Delirium tremens[20], Arnaud Franel Éditions, 2003

### Pamphlets
- La Bourse ou la vie, Mots & Cie, Mango, 2007
- Financièrement incorrect[21], Préface de François de Witt, Arnaud Franel Éditions, 2009

### Contribution à des ouvrages collectifs
- Questions-Réponses sur la Bourse, Arnaud Franel Éditions, 2002
- 5000 QCM de culture générale, Vuibert, 2019 (4e édition en 2024)
- Actualité 2019-2020 – Concours et examens 2020, Vuibert, 2019
- Le livre des 9000 déportés de France à Mittelbau-Dora[22],[23],[24], Préface d’Aurélie Filippetti, Le Cherche midi, 2020. Prix des Trophées de l’édition 2020 de Livres Hebdo[25], Prix spécial du Jury Montluc Résistance et Liberté 2021[26]

### Préface
- Errances lozériennes, Didier Bonnal et Pierre Plagnes, 2009